# Distrito de Samuel Pastor

Provincia de Camaná en Arequipa

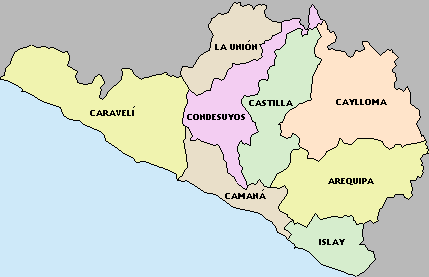
Provincias de Arequipa

El distrito de Samuel Pastor, también conocido como distrito de La Pampa, es uno de los ocho que conforman la provincia de Camaná ubicada en el departamento de Arequipa  en el Sur del Perú.
Desde el punto de vista jerárquico de la Iglesia católica forma parte de la Prelatura de Chuquibamba en la Arquidiócesis de Arequipa.

## Historia
El distrito fue creado mediante Ley n.º 9999 del 3 de noviembre de 1944, en el primer gobierno del Presidente Manuel Prado Ugarteche.
Samuel Pastor es el distrito con una extensión de 113,40 km2, su capital es el pueblo de La Pampa que está a una altitud de 26 m.s.n.m. latitud sur 16’36’39» y longitud oeste 72’41’45». Está ubicado en la parte sur oriental de la provincia de Camaná. El distrito de Samuel Pastor fue creado por la Ley N. 9999 del 3 de noviembre de 1944, promulgada durante la presidencia de don Manuel Prado Ugarteche. Tiene una población de 14, 320 habitantes. Límites.- Por el norte con el Distrito de Nicolás de Piérola, por el sur con el Océano Pacífico, por el este con el distrito de Quilca y por el oeste con los distritos de Camaná, José María Quimper y Nicolás de Piérola.
El distrito de Samuel Pastor congrega a la mayoría de asentamientos humanos de la provincia de Camaná, que son producto de la migración poblacional, conformándose aquí las poblaciones de La Herradura, Miraflores, Huaranguillo, Alto Huarangal, Villa Transportes, Libertador San Martín, 28 de Julio, Juan Pablo Vizcardo y Guzmán, Alto Juan Pablo, Paraíso, Vallecito, Virgen de Fátima, José Olaya, Túpac Amaru, Micaela Bastidas, Ramiro Prialé, Alto Ramiro, Corazón de Jesús, Cristo Rey, Hábitat La Pampa, Pueblo Nuevo, San Ramón, Villa Don Jorge,  Virgen de la Candelaria, Bella Unión, Señor de Luren, Bellavista, Alto Miramar y Alto Buenos Aires.

## Personajes ilustres

### Samuel Pastor Caballero
Nació en Camaná el 14 de febrero de 1829, hizo que la población de Camaná se trasladara a La Pampa, comenzando una nueva raza urbana, para esto obsequió los materiales y lo que era un desierto, floreció un jardín de naranjos con su correspondiente plaza e infaltable fuente.
Hombre de bien como todos los de su raza, el doctor fue continuador de la filantropía de sus mayores. Así su señora madre, dona Petronila Caballero, en su testamento celebrado en 1846, deja un rosario de granates con perlas finas y cruz de oro para la virgen de la Asunta de la otra banda (hoy San José), que ignoro la suerte que haya corrido, su señor padre don Jacinto Pastor, fue un personaje que jugó importante papel en las revoluciones de Castilla.
Siendo alcalde Jacinto Pastor de 1849-1859. El Dr. Samuel Pastor fue el heredero de todas las virtudes y de toda esta filantropía. En su semblante apacible se destaca su frente amplia sus pequeñas barbas a la española, su nariz aguileña y sus ojos negros de mirar profundo, protegidos por pobladas cejas.
Por tradición oral todos sabemos en Camaná, que el Dr. Samuel Pastor fue el continuador de los empeños de su señor padre para trasladar la población a la Pampa, a cuyo efecto obsequió solares, madera y caña para que los habitantes del pueblo no tuvieran que alegar falta de facilidades para el traslado.
El por su parte sacó el agua a su costo para la nueva población y en lo que hoy es pampa desértica florecieron jardines y los naranjos sus dorados frutos. Desgraciadamente para nuestra tierra Pastor no coronó su gran obra de filántropo, de urbanista y de abanderado de amor a su tierra.
La mano criminal de un resentido anormal cegó su vida el 1° de noviembre de 1879; pero el también caballero de buena cepa española. Hirió mortalmente a su agresor. El pueblo indignado vengó la muerte de su benefactor cometiendo otro delito al linchar a Rodolfo Quimper. Sus restos fueron sepultados en la capilla de San Jacinto.

## Autoridades

### Municipales
- 2023-2026
  - Alcalde: Dr. Jonathan Ronny Machado Rivera
  - Regidores: Noemi Patricia Supho Velázquez, José Luis Cruces Montoya, Brithany Thais Fernández Chambi, Frank Joel Huamani Huamani, Aldo Roland Naventa Ataucuri
- 2019-2022
  - Alcalde: Prof. Wilber Sergio Jahuira Apaza
  - Regidores: Sra. Milagros Marleny Yarihuaman Huamani, Sr. Hernan Ccahua Hancco, Prof. Julia Nancy Monroy Manco, Sr. Sergio Cristhian Cruz Oxsa, Prof. Alejandro Willer Machaca Huaranca

- 2017-2018[3]
  - Alcalde: Maritza Victoria Vilca Pacheco
  - Regidores: Jose Salva Romero, Rocio Cruces Palma, Yanessa Ylasaca Ticona, Marco Leo Pastor Pastor, Gloria Fernandez Cardenas (Frente Cívico por Camaná).
- 2007-2010
  - Alcalde: Antonio Mario Meneses Mamani

### Religiosas
- Obispo Prelado: Mons. Mario Busquets Jordá.
- Párroco: Pbro. Félix Falcón Guzmán (Parroquia La Inmaculada).

También cuenta con la Parroquia Espíritu Santo en el sector del Hurangal.

### Militares
- Tco 1º MG EP Denis Remuzgo Robles (Jefe de la ORMP 056-A Camaná)
- Sgto 1° REE EP Carlos David Mariano Lima Eguía (Jefe Estado Mayor)

## Educación
El distrito cuenta con varios centros educativos e institutos superiores como:
- Instituto de Educación Superior Tecnológico Público Faustino B. Franco
- Instituto Superior de Educación Público La Inmaculada
- Centro de Educación Técnico Productiva La Inmaculada
- Centros de Educación Técnico Productiva Nueva Generación
- Universidad Nacional de San Agustín - Sede Camaná
- Institución Educativa Agropecuario Mixto Faustino B. Franco
- Institución Educativa Ángel de la Guarda
- Institución Educativa José Pastor Campos
- Institución Educativa Nuestra Señora de la Candelaria
- Institución Educativa Nuestra Señora del Carmen
- Institución Educativa Particular Monte Carmelo
- Institución Educativa CPED Alto Huarangal
- Institución Educativa Villa Linares
- Institución Educativa Villa Don Jorge

## Asentamientos humanos, asociaciones y centros poblados
- Juan Pablo Vizcardo y Gúzman
- Tupac Amaru
- Paraíso
- La Herradura
- Alto Huarangal
- Anexo Huarangal
- Miraflores
- El Carmen
- Pueblo Joven San Antonio
- 28 de Julio
- Vallecito
- José Olaya
- Micaela Bastidas
- Antonieta Zevallos
- Ramiro Priale
- Corazón de Jesús
- Cristo Rey
- Villa Don Jorge
- Villa Linares
- La Rinconada
- Virgen de Chapi
- Virgen de la Candelaria
- Taller Huaco
- Alta Vista
- Bella Unión
- Bella Vista
- Señor de Luren
- Hábitat la Pampa
- Pueblo Nuevo
- Almirante Grau
- Alto Buenos Aires
- La Yesera
- La Boya
- El Chorro
- La Punta
- Cerrillos
- Las Cuevas
- Miramar

## Festividades
- Inmaculada Concepción.